# Mass Effect 2
Mass Effect 2 – fabularna gra akcji stworzona przez BioWare, wydana przez Electronic Arts w styczniu 2010 roku na platformy Microsoft Windows i Xbox 360, a rok później na konsolę PlayStation 3. Stanowi drugą część trylogii Mass Effect. Akcja rozgrywa się w XXII wieku w Drodze Mlecznej, gdzie ludzkości zagraża insektoidalna rasa Obcych znanych jako Zbieracze. Gracz wciela się w postać komandora Sheparda, elitarnego żołnierza sił ziemskich, który w celu pokonania zagrożenia musi skompletować oddział gotowy wziąć udział w misji samobójczej. Wczytując zapis z pierwszej części, gracz może kształtować fabułę Mass Effect 2 na wiele sposobów.
BioWare wprowadziło w grze kilka zmian względem pierwszej części, w tym rozwijając ją pod względem przedstawiciela gatunku strzelanek trzecioosobowych, dodając m.in. ograniczoną ilość amunicji i regenerujące się automatycznie zdrowie. W odróżnieniu od Mass Effect, druga część kładzie większy nacisk na różnorodność zadań pobocznych. Ścieżkę dźwiękową ponownie skomponował Jack Wall, tworząc mroczniejsze i bardziej dojrzałe kompozycje, mające oddać nastrój gry. W okresie od stycznia 2010 do maja 2011 roku gra doczekała się szeregu dodatków – począwszy od pakietów dodatkowych strojów i uzbrojenia, po zadania fabularne, w tym m.in. Nadzorca, Lair of the Shadow Broker i Arrival.
Gra okazała się sukcesem komercyjnym, zebrała również bardzo pozytywne recenzje. W zależności od platformy, średnia ocen wynosi od 93 do 96 procent. Krytycy chwalili wiele aspektów gry, przede wszystkim duży wpływ gracza na kształtowanie fabuły, stylistykę i system walki. Niektórzy stwierdzili jednak, że w porównaniu z częścią pierwszą rozgrywka została zbyt uproszczona. Mass Effect 2 otrzymał wiele nagród, w tym m.in. nagrodę Akademii Sztuk i Nauk Interaktywnych i tytuł gry roku przyznany przez Brytyjską Akademię Sztuk Filmowych i Telewizyjnych. W 2012 roku ukazał się Mass Effect 3, stanowiący zwieńczenie trylogii.

## Rozgrywka
Mass Effect 2 jest jednoosobową fabularną grą akcji z perspektywą trzecią osoby, w której gracz wciela się w postać komandora Sheparda. Płeć, wygląd, przebieg służby wojskowej, wyszkolenie bojowe i imię postaci określane są na początku gry. Jeśli gracz dysponuje zapisem stworzonym po ukończeniu pierwszej części, może wczytać go do Mass Effect 2, dzięki czemu wybory i decyzje podjęte w poprzedniczce znajdą odzwierciedlenie w kontynuacji. Wczytanie stanu gry przenosi również wygląd, poziom i klasę postaci, na starcie zapewnia również kilka bonusów. Gracze niedysponujący zapisem mogą stworzyć nowego bohatera, rozgrywając fabułę w sposób kanoniczny i wybierając jedną spośród sześciu dostępnych klas – żołnierza, szturmowca, inżyniera, adepta, strażnika lub szpiega. Każda klasa dysponuje innym zestawem mocy i umiejętności w posługiwaniu się bronią. Przykładowo szturmowiec specjalizuje się w walce na bliskim dystansie i korzystaniu ze strzelb, podczas gdy szpieg polega na skradaniu się i karabinach snajperskich.
Na świat Mass Effect 2 składa się mapa galaktyki, którą gracz może przemierzać w celu znajdowania i wykonywania zadań. Większość z nich polega na walce, jednak część wymaga wchodzenia w interakcje z postaciami niezależnymi zamieszkującymi dane miejsce. W miarę postępów w grze odblokowywane są nowe lokacje, dostępni stają się również nowi członkowie drużyny. Punkty doświadczenia zdobywa się za wykonywanie zadań. Po zdobyciu odpowiedniej ilości punktów postać awansuje na wyższy poziom i nagradzana jest punktami drużyny, które można przeznaczyć na ulepszenie mocy zarówno Sheparda, jak i jego towarzyszy. Moce, z których każda posiada cztery poziomy, pozwalają ulepszać zdolności bojowe postaci. Odblokowanie każdego poziomu mocy kosztuje tyle punktów akcji, co wartość danego poziomu – pierwszy poziom można odblokować, posiadając jeden punkt, z kolei na odblokowanie wszystkich czterech potrzeba w sumie dziesięciu punktów. Po osiągnięciu czwartego poziomu gracz decyduje, na jakie ulepszenie mocy chce się zdecydować, wybierając jeden z dwóch dostępnych wariantów.
Głównym środkiem transportu Sheparda jest statek kosmiczny SSV Normandia, służący również za centrum operacyjne. Na pokładzie statku postać może wchodzić w interakcje z innymi członkami załogi, dostosowywać pancerze, podróżować do licznych układów planetarnych i skanować planety w poszukiwaniu surowców naturalnych, pozwalających odblokować rozmaite ulepszenia, takie jak wzmocnienie obrażeń od broni, zwiększenie ilości zdrowia czy modyfikacje statku. Dodatkowe ulepszenia, wyposażenie czy dekoracje statku kupować można w sklepach na zamieszkiwanych planetach.

### Walka
Walka w Mass Effect 2 polega na współpracy drużynowej – w trakcie walki Sheparda wspierać może maksymalnie dwóch towarzyszy. Gracz sprawuje bezpośrednią kontrolę nad Shepardem, podczas gdy towarzysze sterowani są przez sztuczną inteligencję. Walki mają miejsce w czasie rzeczywistym, jednak w dowolnym momencie można skorzystać z aktywnej pauzy, pozwalającej wybrać cele do ostrzału bądź zmienić moce Sheparda lub towarzyszy. Pole walki przedstawione jest zza ramienia bohatera. Silny nacisk położony został na korzystanie z osłon terenowych i unikanie przyjmowania obrażeń. Gracz może wydawać również polecenia towarzyszom, np. nakazać ukryć się za określoną osłoną terenową czy ostrzeliwać wskazanego przeciwnika.
W przeciwieństwie do Mass Effect, w którym broń przegrzewała się im dłużej prowadzono ostrzał, w Mass Effect 2 bronie wyposażone są w pochłaniacze ciepła, których przegrzanie uniemożliwia korzystanie z broni i wymusza konieczność ich wymiany. Shepard i jego drużyna chronieni są przez tarcze pochłaniające część obrażeń – po zużyciu się tarczy, kolejne obrażenia skutkują zmniejszaniem się ilości punktów życia. Zarówno tarcze, jak i zdrowie regenerują się automatycznie gdy postać przez chwilę nie otrzymuje obrażeń. Gracz może ocucać poległych sprzymierzeńców dzięki mocy „jedność”, jednak śmierć Sheparda równoznaczna jest z wczytaniem ostatniego stanu zapisu lub punktu kontrolnego.
Wszyscy wrogowie chronieni są przez zdrowie, tarcze, pancerze i bariery bądź kombinację wymienionych. Każdy rodzaj ochrony ma swoje słabe strony, przykładowo pancerz podatny jest na moce takie jak „spalenie”, która powoli spala przeciwnika, i bronie o niskiej szybkostrzelności, jak karabiny snajperskie i ciężkie pistolety, z kolei tarcze podatne są na moce takie jak „przeciążenie” i broń szybkostrzelną, np. pistolety maszynowe i karabiny szturmowe. Z barier korzystają głównie bossowie, podatni na określone moce i bronie. Po usunięciu tarcz, pancerza lub bariery, postać może użyć na przeciwniku mocy takiej jak np. „rzut”, która tymczasowo unosi go w powietrze i unieruchamia. Inne moce wykorzystać można do chwilowego wzmocnienia postaci, np. „przypływ adrenaliny” aktywuje spowolnienie czasu, umożliwiając dokładniejsze celowanie. Korzystanie z mocy nie wymaga many, po ich użyciu trzeba jednak odczekać określoną ilość czasu, aby móc użyć jej ponownie.

## System dialogów i moralności
W trakcie rozmów wyświetlane jest okrągłe menu nazywane kołem dialogowym, na którym zamieszczone są możliwe opcje dialogowe. Odpowiedzi po lewej stronie koła przeważnie zawierają opcje pozwalające zgłębić omawiany temat, z kolei po prawej pozwalają na szybsze zakończenie rozmowy i uzyskanie jedynie podstawowych informacji. Wybranie opcji z górnej ćwiartki koła oznacza odpowiedź grzeczniejszą, z kolei dolnej bardziej agresywną i wrogą. Wybory dialogowe wpływają na to, jak inne postaci postrzegają bohatera, na nagrody otrzymywane za wykonywanie zadań, możliwość otrzymania zniżek w sklepach, możliwość nawiązania romansu oraz moralność Sheparda.
Moralność mierzona jest w punktach idealisty (urok) i renegata (zastraszenie). Im więcej punktów na danej ścieżce, tym większa jest szansa na pojawienie się specjalnych opcji dialogowych, mogących mieć znaczący wpływ na fabułę gry. Przykładowo, posiadając odpowiednio dużo punktów idealisty bądź renegata, możliwe jest załagodzenie konfliktów pomiędzy członkami załogi – jeśli postać nie posiada ich odpowiednio dużo, rozwiązanie sporu jest niemożliwe, wskutek czego jedna osoba opuszcza załogę. Moralność postaci ma również wpływ na wynik finałowej walki, która zakończyć może się śmiercią Sheparda i wszystkich jego towarzyszy, przeżyciem Sheparda i wszystkich jego towarzyszy bądź tylko śmiercią określonych towarzyszy. Ilość punktów renegata bądź idealisty wpływa również na możliwość pojawienia się podczas rozmów odpowiedniej ikonki, pozwalającej zakończyć rozmowę wykonaniem odpowiedniej czynności, np. wyrzuceniem rozmówcy przez okno.

## Opis

### Miejsce akcji
Akcja Mass Effect 2 osadzona jest w Drodze Mlecznej w XXII wieku, kiedy możliwe są podróże pomiędzy układami planetarnymi. Umożliwia je system urządzeń zwanych przekaźnikami masy, wedle powszechnej opinii zbudowanych przez wymarłą rasę obcych znaną jako proteanie. Kontrolę nad sporą częścią galaktyki sprawuje złożona z przedstawicieli czterech najbardziej znaczących ras Rada Cytadali, dbająca również o przestrzeganie prawa wśród ras zrzeszonych w Cytadeli: ludzi, asari, salarian i turian. W grze występują również przedstawiciele innych ras, takich jak kroganie, drelle, quarianie czy wrogo nastawione gethy – syntetyczna rasy stworzona przez quarian.
Armia gethów podjęła próbę otwarcia portalu umożliwiającego dostanie się do galaktyki rasie syntetyczno-organicznych statków kosmicznych znanych jako Żniwiarze, którzy co pięćdziesiąt tysięcy lat unicestwiają wszelkie życie organiczne w galaktyce. Chociaż dzięki działaniom Sheparda udało się temu zapobiec, galaktyczna społeczność żyje w niepokoju, obawiając się możliwości kolejnej inwazji. W międzyczasie skrajnie proludzka organizacja Cerberus, uważająca, że ludzkość zasługuje na odgrywanie w galaktycznej społeczności znacznie większej roli, stara się doprowadzić do wyniesienia rasy ludzkiej, korzystając ze wszelkich dostępnych metod, w tym eksperymentów biologicznych, aktów terroryzmu, sabotaży i zabójstw. Rada Cytadeli uznaje Cerberusa za organizację terrorystyczną i rozpoczyna ściganie jego agentów.

### Postaci
Głównym bohaterem gry jest komandor Shepard (Mark Meer / Jennifer Hale w wersji angielskiej, Agnieszka Kunikowska / Łukasz Nowicki w wersji polskiej), elitarny ludzki żołnierz pełniący funkcję kapitana okrętów SSV Normandia i Normandia SR-2. W skład drużyny Sheparda wchodzą przedstawicielka Cerberusa Miranda Lawson (Yvonne Strahovski / Anna Sztejner), agent Cerberusa Jacob Taylor (Adam Lazarre-White / Mikołaj Klimek), salariański naukowiec Mordin Solus (Michael Beattie / Zbigniew Suszyński), turiański bojownik Garrus Vakarian (Brandon Keener / Błażej Wójcik), ludzka przestępczyni Jack (Courtenay Taylor / Sonia Bohosiewicz), genetycznie zmodyfikowany krogański żołnierz Grunt (Steve Blum / Krzysztof Banaszyk), quariańska technik Tali’Zorah (Liz Sroka / Monika Kwiatkowska), drellski zabójca Thane Krios (Keythe Farley / Jerzy Dominik), egzekutorka asari Samara (Maggie Baird / Agnieszka Matysiak) lub jej córka, seryjna zabójczyni Morinth Morinth (Natalia Cigliuti / Monika Pikuła) i platforma gethów Legion (D.C. Douglas / Andrzej Butruk). Dwoje dodatkowych towarzyszy – łowca nagród Zaeed Massani (Robin Sachs / Paweł Szczesny) i mistrzyni złodziejska Kasumi Gotō (Kym Lane / Barbara Kałużna) – staje się dostępnych po nabyciu dodatków Zaeed: Cena zemsty i Kasumi: Skradzione wspomnienia. Wśród głównych bohaterów znajdują się również pilot Normandii Jeff „Joker” Moreau (Seth Green / Krzysztof Szczerbiński), przywódca Cerberusa znany jako Człowiek Iluzja (Martin Sheen / Mirosław Zbrojewicz) i EDI (Tricia Helfer / Joanna Jeżewska) – sztuczna inteligencja Normandii SR-2.

## Produkcja
Gra stworzona została przez studio BioWare i wyreżyserowana przez Casey’ego Hudsona, który sprawował pieczę również nad pierwszą częścią. Prace nad Mass Effect 2 rozpoczęły się na początku 2008 roku, niedługo po premierze pierwszej części na platformie Microsoft Windows. Przed przystąpieniem do właściwego etapu produkcji gry, BioWare stworzyło listę celów do osiągnięcia, bazującą na opiniach fanów, recenzentów i pracowników studia. Głównym celem deweloperów było „stworzenie doświadczenia, które w mniejszym stopniu będzie grą, a w większym doświadczeniem”. W przeciwieństwie do Mass Effect, w którym skupiono się przede wszystkim na głównym wątku fabularnym, podczas tworzenia drugiej części studio zwróciło większą uwagę na fabułę wątków pobocznych. Założeniem studia było, aby historie poboczne dostarczały takich samych wrażeń jak główny wątek fabularny, dlatego zdecydowano się wprowadzić rozwiązanie polegające na rekrutowaniu członków drużyny i pozyskiwaniu ich lojalności, aby mogli przeżyć misję samobójczą. W jednym z wywiadów Hudson stwierdził: „Zabawne jest to, jak wielu ludzi twierdzi, że poza gromadzeniem załogi, stworzeniem drużyny i przygotowaniem jej do misji w grze nie ma żadnej fabuły. Tyle że jest w niej fabuła”.
W pierwszych etapach produkcji głównym celem projektantów było wyłącznie dopracowanie elementów charakterystycznych dla strzelanek – dopiero po zakończeniu prac nad nimi zaczęto pracować nad elementami RPG. Według Christiny Norman, głównej projektantki: „Chcieliśmy, żeby walka była bardziej satysfakcjonująca, co już na samym początku wymaga dopracowania broni. Mówiąc krótko, wyjęliśmy RPG ze strzelanki”. Jako że BioWare nie tworzyło wcześniej strzelanek, zespół spędził około trzech miesięcy sprawdzając, jak sprawdzi się walka, kiedy za bazę przyjmie się pierwszy Mass Effect. Norman wyjaśniła, że twórcy chcieli, aby każda broń posiadała swoją własną osobowość, zaznaczając, że w finalnej wersji znalazło się dziewiętnaście rodzajów broni i sto osiem modyfikacji do nich. Początkowo nie planowano wprowadzać do gry ograniczonej ilości amunicji, rozwiązanie takie zastosowano jednak jako opcję do rozważenia podczas wczesnych testów. Ostatecznie deweloperzy stwierdzili, że w ich odczuciu poprawia ono wrażenia płynące z walki.
BioWare chciało stworzyć grę, która w większym stopniu polegała będzie na korzystaniu z broni i osłon terenowych oraz rozgrywce w czasie rzeczywistym. Jak wyjaśnia Norman, ciągłe pauzowanie gry w celu wybrania mocy odbijało się negatywnie na intensywności walk, dlatego deweloperzy dodali więcej możliwych do wykorzystania w czasie rzeczywistym opcji pozwalających przypisać różne umiejętności na kontrolerze. Zdecydowano się również na wprowadzenie systemu regeneracji zdrowia, aby gracze nie musieli być uzależnieni od apteczek. Norman zaznaczyła, że celem twórców nie było całkowite uproszczenie elementów RPG, a jedynie uczynienie ich bardziej przystępnymi. Jak wyjaśniła, pierwsza część oferowała „zbyt wiele umiejętności awansu, które nie zostały odpowiednio opisane, dlatego nie do końca wiadomo było, jaki będą miały wpływ na grę. W Mass Effect 2 zmniejszyliśmy ilość umiejętności, ale zostały one lepiej opisane”. Zamierzeniem deweloperów było stworzenie całkowicie odmiennego stylu gry dla każdej klasy, „nawet jeśli miałoby oznaczać to częściowe ograniczenie wyborów”. We wczesnej wersji mocny można było używać po sobie, co zdaniem twórców „było głupie i zbytnio ułatwiało grę”, dlatego ich użycie zbalansowano poprzez ujednolicony czas ładowania.
Jednym z najbardziej krytykowanych elementów Mass Effect – tak przez graczy, jak i recenzentów – był ekwipunek, dlatego jednym z głównych zmartwień podczas prac nad drugą częścią było jego poprawienie. W założeniach ekwipunek miał być wygodny w użyciu, a jednocześnie być dostępny dla wielu postaci. W tym celu Norman przejrzała systemy ekwipunku stosowane w różnych grach RPG, jednak żaden z nich nie zdałby egzaminu w przypadku tylu postaci. Ostatecznie deweloperzy zdecydowali się na wprowadzenie zunifikowanego systemu, w którym postać może korzystać z broni bez konieczności zabierania jej komuś innemu. Jak wyjaśnia Norman, ekwipunek w Mass Effect 2 jest „tak prosty, że dla niektórych nie jest to nawet system ekwipunku”. W celu ułatwienia graczom zadania oceny, jakie zagrożenie stanowi nowy przeciwnik, wprowadzony został system różnych pasków zdrowia, pozwalających ocenić mocne i słabe strony wrogów. W trakcie dewelopingu ośmiokrotnie zmieniano HUD.
W marcu 2009 roku w studiu Electronic Arts w Montrealu nad grą zaczął pracować nowy zespół deweloperów, składający się z około trzydziestu osób, spośród których część pracowała nad pierwszą częścią. W nagraniach dialogów wzięło udział 90 aktorów (w polskiej wersji 75), podkładających głosy pod 546 postaci, wypowiadających ponad 25 tysięcy linii dialogowych. Nagrania dialogów do drugiej części zajęły dwukrotnie więcej czasu niż do Mass Effect. Według Hudsona, znaczący negatywny wpływ na produkcję gry miały dwa czynniki. Pierwszym z nich był trwający od 2007 roku kryzys finansowy, który przyczynił się do zmniejszenia budżetu, deweloperzy postawili sobie jednak za cel zrealizować wszystkie zamierzone cele. Kolejnym była epidemia wirusa H1N1 w 2009 roku, w wyniku której w ostatnich miesiącach prac nad grą wielu członków zespołu było chorych. Mimo tych czynników, Hudson ocenił produkcję gry pozytywnie – „na czas, nie przekroczyliśmy budżetu, osiągnęliśmy zamierzone cele”.
W ostatnich miesiącach produkcji, podobnie jak w przypadku prac nad pierwszą częścią, specjalny zespół BioWare pracował nad dostosowaniem animacji ust do lokalnych wersji dubbingowych – polskiej, włoskiej, hiszpańskiej, niemieckiej i francuskiej.
Wersje na komputery osobiste i Xboksa 360 powstawały w tym samym czasie. Według Grega Zeschuka, byłego wiceprezesa BioWare, „nasza filozofia zakłada dopieścić każdą wersję, żeby gracze mieli inny punkt wyjścia, inny interfejs, inne sterowanie, ale wszystko działa dobrze”. Wydana rok później wersja przeznaczona na konsolę PlayStation 3 używa zmodyfikowanego silnika Unreal Engine 3, który wykorzystany został również do stworzenia Mass Effect 3 na wszystkich platformach. W wersji na konsolę Sony nieznacznie poprawiono modele postaci. Sterowanie zostało dostosowane do kontrolera PlayStation 3, dodano jednak możliwość przełączenia się na obłożenie przycisków z kontrolera Xboksa 360.

## Marketing i sprzedaż

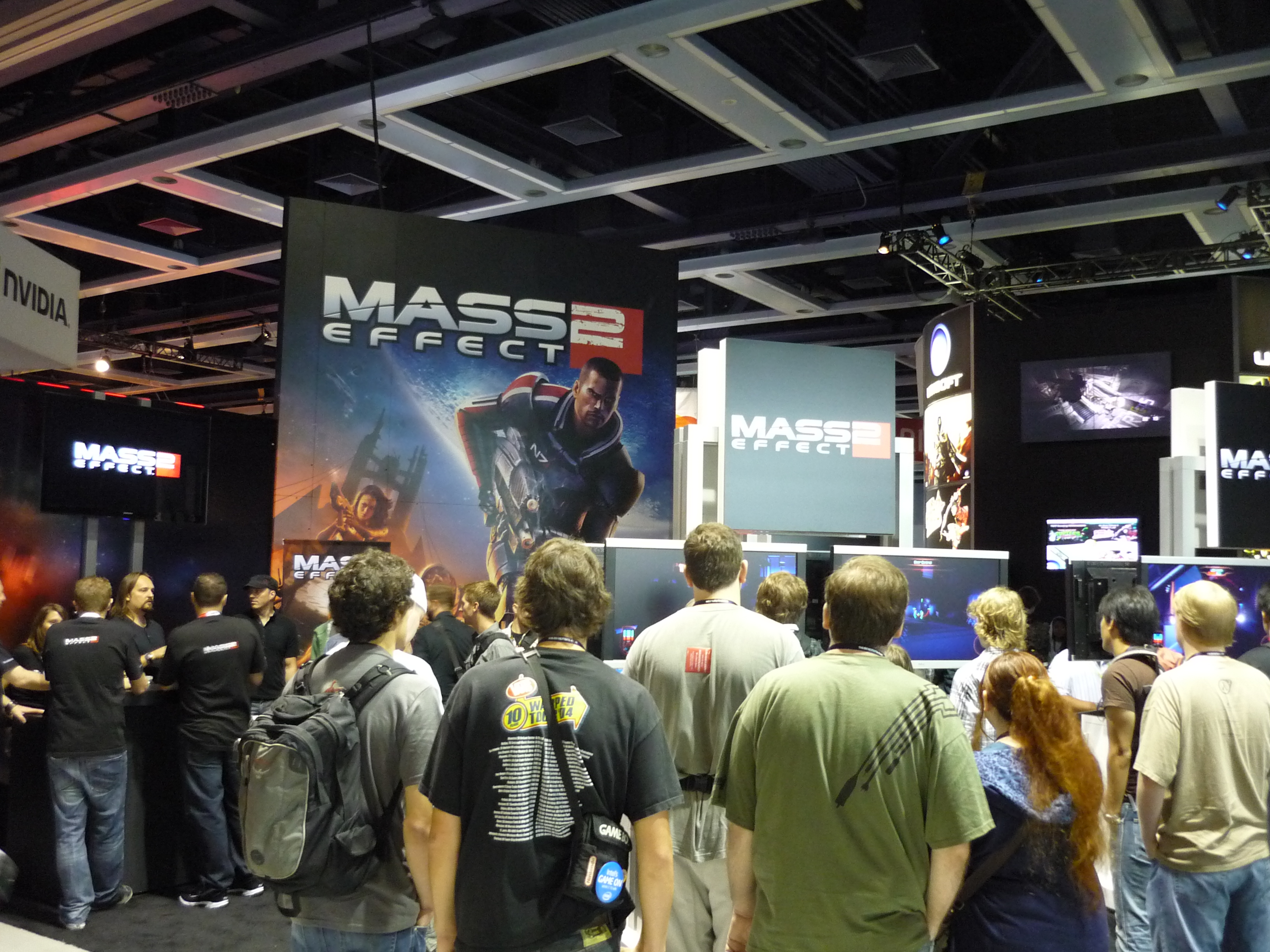
Stoisko gry podczas PAX (2009)

Pierwsza oficjalna zapowiedź Mass Effect 2 miała miejsce 17 marca 2009 roku podczas Game Developers Conference, gdzie zaprezentowano teaser trailer informujący, że Shepard „zginie w akcji”. Zapowiedź potwierdziła również, że gra zostanie wydana zarówno na komputery osobiste, jak i Xboksa 360. W czerwcu 2009 roku Mass Effect 2 zaprezentowany został na Electronic Entertainment Expo, podczas którego przedstawiono nowe funkcje i grywalną wersję demonstracyjną, która potwierdziła, że Shepard będzie grywalną postacią, może jednak zginąć w finale gry. Premiera zapowiedziana została na 16 października 2009 roku. W przypadku zamówienia gry u określonych sprzedawców, gracze mogli otrzymać unikatowe przedmioty, takie jak bronie i pancerze. Dodatkowe elementy wyposażenia można było otrzymać również dzięki kodom ze specjalnie oznaczonych produktów marki Dr Pepper (jeden z trzech unikatowych hełmów) i zarejestrowaniu kopii Dragon Age: Początku (unikatowy pancerz). Na kilka miesięcy przed premierą BioWare rozpoczęło udostępnianie w Internecie zwiastunów prezentujących umiejętności poszczególnych klas, których narratorem była Norman.
W Ameryce Północnej gra trafiła do sprzedaży 26 stycznia 2010 (w Europie trzy dni później) w wielu wydaniach. Obok standardowego wydania, dostępne było również wydanie kolekcjonerskie i cyfrowa edycja specjalna. Wersja kolekcjonerska wydana została w innym opakowaniu, zawierającym steelbook, artbook, dodatkową zawartość do gry, płytę DVD z materiałami z produkcji i pierwszy numer komiksu Mass Effect: Odkupienie. W ciągu pierwszego tygodnia na całym świecie do sprzedawców trafiły ponad dwa miliony egzemplarzy gry. Chociaż Mass Effect 2 wydany został pod koniec miesiąca, z wynikiem 572,1000 sprzedanych egzemplarzy był drugą najlepiej sprzedającą się grą stycznia, wyprzedzoną jedynie przez New Super Mario Bros. Wii.
17 sierpnia 2010 roku BioWare zapowiedziało, że w produkcji znajduje się wersja gry przeznaczona na konsolę PlayStation 3. Do sprzedaży trafiła ona 18 stycznia 2011 roku w Ameryce Północnej, a 21 stycznia 2011 w Europie. W przeciwieństwie do wersji na komputery osobiste i Xboksa 360, wydanych na dwóch płytach DVD, wersja na konsolę Microsoftu wydana została na płycie Blu-ray. 10% wszystkich egzemplarzy gry sprzedanych na PlayStation 3 pobrana została z PlayStation Network. W kwietniu 2011 roku poinformowano, że obie części na całym świecie rozeszły się w ponad siedmiu milionach kopii. W 2012 roku na komputery osobiste, Xboksa 360 i PlayStation 3 wydano Mass Effect Trilogy – kompilację zawierającą wszystkie trzy części trylogii wraz z wybranymi dodatkami.
Do każdego nowego egzemplarza gry dołączana była karta z jednorazowym kodem pozwalającym aktywować usługę Sieci Cerberusa, z której można było pobierać dodatkową zawartość. Gracze, którzy nabyli używany egzemplarz gry, chcąc korzystać z Sieci Cerberusa, musieli osobno nabyć kod do usługi. Ograniczenie takie wprowadzone zostało przez wydawcę w celu walki z rynkiem używanych gier, ponieważ firmy takie jak GameStop pozwalały na odsprzedanie używanych egzemplarzy, które następnie z małą zniżką sprzedawane były kolejnemu nabywcy – pieniądze ze sprzedaży używanego egzemplarza trafiały na konto sklepu, jednak wydawca nie miał z nich żadnego zysku. Fernando Melo, dyrektor ds. sieciowych BioWare, wyjawił, że 11% wszystkich dodatków do Mass Effect 2 pobranych zostało z Sieci Cerberusa. Taka polityka spotkała się z niezadowoleniem części społeczności fanowskiej uważającej, że zawartość do pobrania sprzedawana jest po zawyżonych cenach, a praktyki takie tylko zachęcają deweloperów do wycinania zawartości z kolejnych gier i sprzedawania ich w formie dodatków.

### Błędy techniczne
Niedługo po premierze gry okazało się, że użyta w niej czcionka została sformatowana w sposób, który utrudniał jej odczytanie na telewizorach standardowej rozdzielczości. Przedstawiciele BioWare odpowiedzieli, że był to „wybór projektantów, a nie błąd”. Mark Barlet, przewodniczący The AbleGamers Foundation walczącej o to, aby gry komputerowe były bardziej przystępne dla niepełnosprawnych stwierdził, że „nie tylko rozmiar czcionki w Mass Effect 2 stanowi problem, jest nim również kolor tekstu”. Po przeanalizowaniu kolejnych skarg, BioWare wydało oświadczenie, wedle którego „na niektórych telewizorach standardowej rozdzielczości mniejszy tekst w Mass Effect 2 może być trudny do przeczytania”, stwierdzając, że studio nie było w stanie rozwiązać problemu w formie aktualizacji. Zapewniono jednak, że zostanie to wzięte pod uwagę podczas produkcji kolejnych gier studia.
Wśród innych problemów technicznych znalazły się awarie, tymczasowe zawieszanie się programu i długie czasy wczytywania lokacji na jednordzeniowych komputerach, zostały one jednak rozwiązane dzięki stosownej łatce. Wydana została również druga łatka, zmniejszający czas potrzebny do zdobycia ulepszeń, naprawiająca sporadyczne problemy z wczytywaniem i zapisywaniem gry oraz inne pomniejsze błędy. 21 lutego 2011 roku wydana została łatka poprawiająca błędy występujące na konsoli PlayStation 3, w tym m.in. uszkadzanie plików zapisu po nieoczekiwanych awariach gry, błędy w systemie walki oraz zawieszenia.

## Zawartość do pobrania

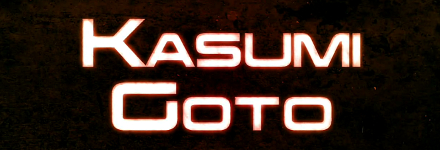
Logo postaci Kasumi Goto dodatku Kasumi: Skradzione wspomnienia

W okresie od stycznia 2010 do maja 2011 roku gra wspierana była zestawami zawartości do pobrania – od dodatkowych strojów dla postaci, po nowe misje fabularne. Do najważniejszych dodatków należą Lair of the Shadow Broker i Arrival, mające duże znaczenie dla fabuły całej trylogii. W Lair of the Shadow Broker Shepard pomaga Liarze T’Soni, byłemu członkowi swojej drużyny, znaleźć informacje o Handlarzu Cieni, zajmującym się sprzedażą informacji. W Arrival bohater bada dowody nt. inwazji Żniwiarzy, co stanowi wstęp do fabuły Mass Effect 3. Wśród innych dodatków rozwijających fabułę znajdują się Zaeed: Cena zemsty, Kasumi: Skradzione wspomnienia i Nadzorca, dodające pięć nowych misji.
W przeciwieństwie do wydań na komputery osobiste i Xboksa 360, podstawowe wydanie gry na PlayStation 3 zawiera Nadzorcę, Skradzione wspomnienia, Cenę zemsty i Lair of the Shadow Broker. Ponieważ pierwsza część nie została wydana na konsolę Sony, z myślą o jej posiadaczach BioWare wydało również interaktywny komiks Mass Effect: Geneza, streszczający wydarzenia z Mass Effect i pozwalający dokonać najważniejszych wyborów, na podstawie których generowany był zapis gry. 17 maja 2011 roku Geneza została wydana również na komputerach osobistych i Xboksie 360, jednak w formie płatnego dodatku. Zawartość do pobrania do Mass Effect 2 została pozytywnie oceniona przez krytyków, zaś niektóre dodatki nominowane zostały w kategorii „Najlepsze DLC” do Spike Video Game Awards.

### DLC w Polsce
W lipcu 2010 roku koncern Electronic Arts poinformował, że dodatek Lair of Shadow Broker nie będzie dostępny w Polsce, Czechach, na Słowacji oraz na Węgrzech. Brak wsparcia dla DLC uzasadniony został lakoniczną informacją o „problemach technicznych”. Dodatek niedostępny jest dla posiadaczy polskich wersji przeznaczonych na Xboksa 360, aczkolwiek gracze pecetowi mogą go pobrać po ustawieniu w serwisie społecznościowym EA angielskiego interfejsu. 2 listopada 2010 roku wydany został fanowski patch, umożliwiający instalację dodatku na polską wersję językową oraz oferujący polskie napisy.
Dnia 19 marca 2011 roku Electronic Arts poinformowało, że aby zagrać w dodatek Arrival, posiadacze PC będą musieli pobrać anglojęzyczne wydanie Mass Effect 2 za darmo z EA Store, ponieważ DLC nie jest kompatybilne z polską wersją gry. Właściciele gry w wersji na PlayStation 3, wydanej w Polsce w wersji angielskiej, bez problemu ściągną DLC, które jest kompatybilne z edycją gry dostępną na polskim rynku. Wersja dodatku dostępna na Xbox Live nie jest kompatybilna z polską wersją na konsolę Microsoftu. 15 maja 2011 roku wydany został fanowski patch, umożliwiający instalację dodatku na polską wersję językową oraz oferujący polskie napisy.
Genesis, interaktywny komiks przybliżający wydarzenia z pierwszej części gry, nie jest kompatybilny z polską wersją.

## Kontynuacja
Seria Mass Effect od samego początku planowana była jako trylogia. Prace nad Mass Effect 3 rozpoczęły się niedługo po premierze drugiej części. Gra wydana została 6 marca 2012 roku na komputery osobiste, Xboksa 360 i PlayStation 3, z kolei 18 listopada pojawiła się wersja na konsolę Wii U. Akcja gry rozpoczyna się na Ziemi, kiedy komandor Shepard odbywa karę uziemienia za zniszczenie rodzinnego układu batarian w dodatku Arrival. Wpływ na rozwój fabuły mają decyzje podjęte przez gracza w Mass Effect i Mass Effect 2, jeśli jednak Shepard zginął w finale drugiej części, niemożliwe jest zaimportowanie postaci do Mass Effect 3. BioWare oświadczyło, że gra kończy historię Sheparda, a kolejne odsłony serii osadzone będą w innych realiach. W przeciwieństwie do poprzednich części, w Mass Effect 3 dostępny jest również sieciowy tryb kooperacji. Gra spotkała się z pozytywnym odbiorem recenzentów, wzbudziła spore kontrowersje wśród fanów.

## Ścieżka dźwiękowa
Ścieżka dźwiękowa do gry, Mass Effect 2: Original Videogame Score, skomponowana została przez Jacka Walla, Sama Hulicka, Davida Katesa i Jimmy’ego Hinsona. Wydana została 19 stycznia 2010 roku nakładem wydawnictwa Electronic Arts. Składa się na nią trzydzieści siedem utworów zamieszczonych na dwóch płytach CD.

## Dubbing
Lista aktorów podkładających głosy:
| Postać                        | Aktor w wersji angielskiej | Aktor w wersji polskiej |
| ----------------------------- | -------------------------- | ----------------------- |
| Komandor Shepard (mężczyzna)  | Mark Meer                  | Łukasz Nowicki          |
| Komandor Shepard (kobieta)    | Jennifer Hale              | Agnieszka Kunikowska    |
| Miranda Lawson                | Yvonne Strahovski          | Anna Sztejner           |
| Człowiek Iluzja               | Martin Sheen               | Mirosław Zbrojewicz     |
| Tali’Zorah                    | Liz Sroka                  | Monika Kwiatkowska      |
| Thane Krios                   | Keythe Farley              | Jerzy Dominik           |
| Mordin Solus                  | Michael Beattie            | Zbigniew Suszyński      |
| Jack (Obiekt Zero)            | Courtenay Taylor           | Sonia Bohosiewicz       |
| Jacob Taylor                  | Adam Lazarre-White         | Mikołaj Klimek          |
| Samara                        | Maggie Baird               | Agnieszka Matysiak      |
| Grunt                         | Steve Blum                 | Krzysztof Banaszyk      |
| Garrus Vakarian               | Brandon Keener             | Błażej Wójcik           |
| Legion                        | D.C. Douglas               | Andrzej Butruk          |
| Morinth                       | Natalia Cigliuti           | Monika Pikuła           |
| Zaeed Massani                 | Robin Sachs                | Paweł Szczesny          |
| Kasumi Goto                   | Kym Hoy                    | Barbara Kałużna         |
| Porucznik Jeff „Joker” Moreau | Seth Green                 | Krzysztof Szczerbiński  |
| EDI                           | Tricia Helfer              | Joanna Jeżewska         |
| Zwiastun                      | Keith Szarabajka           | Miłogost Reczek         |
| Conrad Werner                 |                            | Przemysław Bluszcz      |

Polska wersja dubbingowa spotkała się z mieszanym przyjęciem. Recenzenci i gracze chwalili dobrze dobrane i odegrane postaci drugoplanowe, z ich uznaniem nie spotkali się jednak Łukasz Nowicki i Agnieszka Kunikowska udzielający głosu Shepardowi. W plebiscycie Decybele 2010 zorganizowanym przez serwis DubScore.pl, polska wersja zdobyła dwa wyróżnienia redakcji – najlepsza żeńska rola drugoplanowa dla Sonii Bohosiewicz (Jack) i najlepsza postać nieludzka dla Zbigniewa Suszyńskiego (Mordin Solus) – oraz dwa wyróżnienia czytelników – najlepsza żeńska rola drugoplanowa (Bohosiewicz) i najlepsza męska rola drugoplanowa dla Mirosława Zbrojewicza (Człowiek Iluzja).